# Jacobo de la Piedra

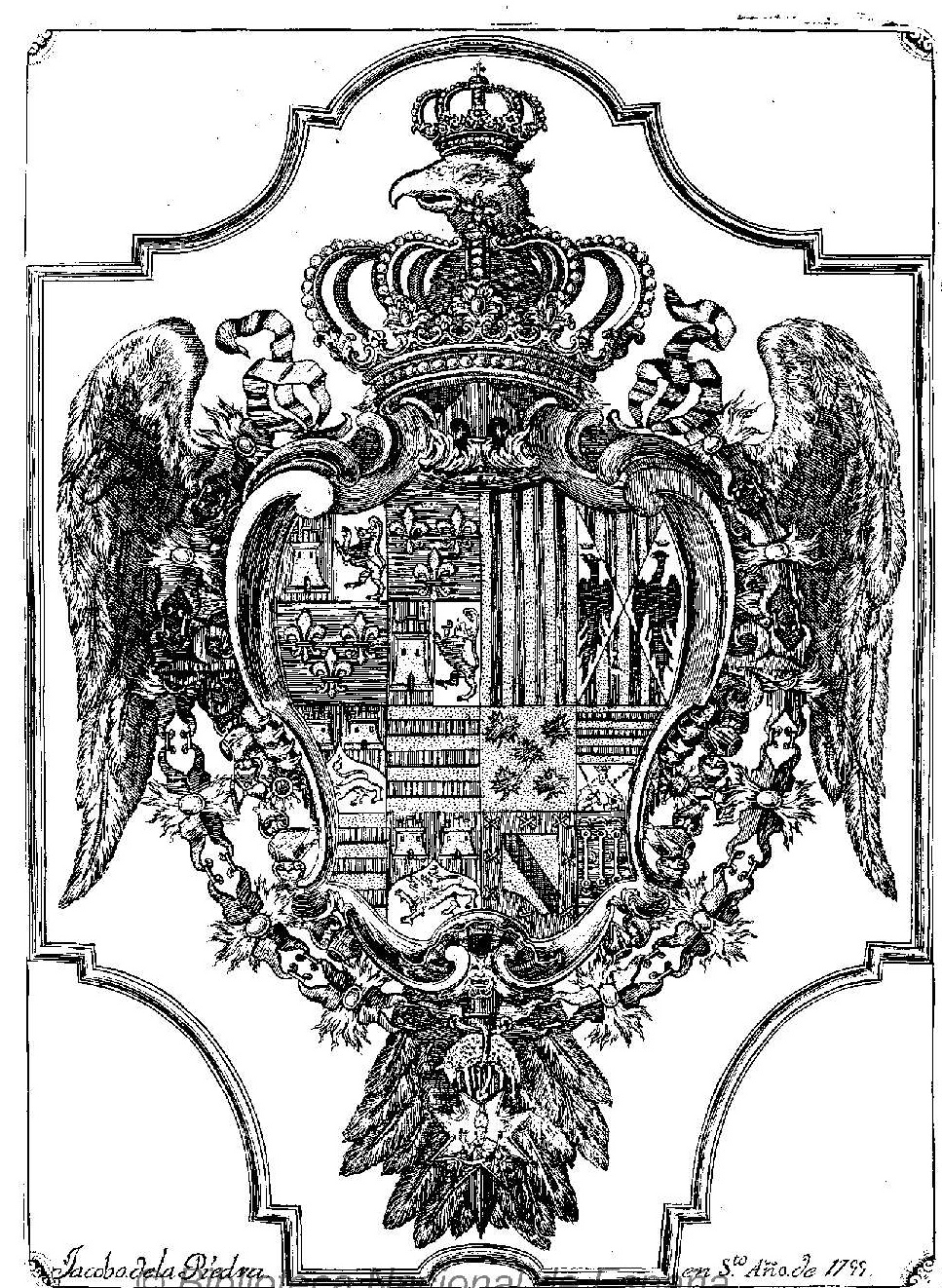
Escudo heráldico firmado «Jacobo dela Piedra / en S^{to} Año de 1755». Anteportada de Oracion funebre panegyrica que en las honras... por... Da. Teresa Moncada y Benavides... dixo el R.P. Fr. Francisco Antonio...
En Madrid en la Oficia de D. Gabriel Ramírez, calle de Atocha, 1756. Biblioteca Nacional de España.

Jacobo Andrés de la Piedra y González (Santiago de Compostela, 1722-1779) fue un platero y grabador español en madera y a buril, cabeza de una dinastía de grabadores compostelanos.
Hijo de un cantero, es posible que se formase como grabador en el taller calcográfico instalado por los monjes benedictinos en el Monasterio de San Martín Pinario y ya hacia 1740 trabajaba para el cabildo catedralicio, para el que realizó cuatro pequeñas xilografías para sellar patentes de peregrinos. Se le conocen también orlas para tesis y hojas de grado para la Universidad y sumarios de indulgencias para el arzobispado, empleando habitualmente en ellas la técnica de grabado a contrafibra, llegando en la colaboración con el cabildo a las ilustraciones de las Constituciones synodales del arzobispado de Santiago, hechas por el Illmo. Señor D. Cayetano Gil Taboada (1747), donde se encuentra su firma en las dos hojas de láminas con Santiago Matamoros y el escudo del prelado, y podrían corresponderle también las abundantes viñetas y letras capitales abiertas en estaño distribuidas a lo largo del texto. En 1757 grabó a buril las ilustraciones con modelos de relojes, engranajes y herramientas del Arte de reloxes de ruedas para torre, sala, i faltriquera del franciscano Manuel del Río, obra publicada en Santiago en la imprenta de Ignacio Aguayo y Aldemunde. 
Más tardías son las noticias de su actividad como platero, en la que destacan las rejas del tabernáculo del apóstol Santiago en el retablo mayor de la catedral compostelana, fechadas en 1765, en las que contó con la colaboración de su sobrino Ángel Piedra.
Discípulos y continuadores de su oficio son su hermano Ángel Antonio de la Piedra (1735-1800), «platero en grande», y su sobrino Luis de la Piedra (1769-después de 1818), que abandonó el trabajo en madera para dedicarse exclusivamente al grabado calcográfico.